# Hahnenknoop
Hahnenknoop ist eine Ortschaft in der Einheitsgemeinde Loxstedt im niedersächsischen Landkreis Cuxhaven.

## Geografie

### Lage
Der Ort liegt an der Landesstraße 135 (ehemalige Bundesstraße 6) am Hahnenknooper Wald und am Naturschutzgebiet Hahnenknooper Moore. Für die Entwässerung der zur Erschließung und Bewirtschaftung vorgesehenen Moorgebiete wurde der Hahnenknoop-Hetthorner Moorkanal gebaut.

### Gliederung
- Drostendamm
- Hahnenknoop (Hauptort)

### Nachbarorte
| Stotel                                       | Hetthorn                                    |                                          |
| Schwegen                                     | Kompassrose, die auf Nachbargemeinden zeigt | Wittstedt (Gemeinde Hagen im Bremischen) |
| Stotel (mit seinem Ortsteil Langendammsmoor) | Bramstedt (Gemeinde Hagen im Bremischen)    |                                          |

(Quelle:)

## Geschichte
Um 1718 war in Hahnenknoop lediglich ein einstelliger Hof. Ab 1794 wurde eine staatliche Moorkolonie begründet, so dass es zu weiteren Ansiedlungen kommen konnte und der Ort 1840 zur Landgemeinde wurde. Mitte des 19. Jahrhunderts wurde zudem die Moorkolonie Drostendamm und damit der gleichnamige Ortsteil gegründet.
Hahnenknoop gehörte zur Börde Bramstedt beziehungsweise zum Amt Hagen oder den Landkreisen Geestemünde und Wesermünde. Während der Franzosenzeit war Hahnenknoop für drei Jahre der Kommune Dammhagen zugeteilt.

### Eingemeindungen
Am 15. Juli 1968 wurde die zuvor selbständige Gemeinde Hahnenknoop in die Gemeinde Stotel eingegliedert.
Im Zuge der Gebietsreform in Niedersachsen, die am 1. März 1974 stattfand, wurde Hahnenknoop eine Ortschaft und Gemarkung in der Einheitsgemeinde Loxstedt.

### Einwohnerentwicklung
| Jahr | Einwohner | Quelle |
| ---- | --------- | ------ |
| 1910 | 262       | [ 6 ]  |
| 1925 | 324       | [ 7 ]  |
| 1933 | 269       | [ 7 ]  |
| 1939 | 268       | [ 7 ]  |
| 1950 | 410       | [ 1 ]  |

| Jahr | Einwohner | Quelle |
| ---- | --------- | ------ |
| 1956 | 312       | [ 1 ]  |
| 2010 | 253       | [ 8 ]  |
| 2015 | 239       | [ 9 ]  |
| 2019 | 229       | [ 2 ]  |
| 0    | 0         | 0      |

|  |

## Politik

### Gemeinderat und Bürgermeister
Auf kommunaler Ebene wird die Ortschaft Hahnenknoop vom Loxstedter Gemeinderat vertreten.

### Ortsvorsteher
Der Ortsvorsteher von Hahnenknoop ist Hartmuth John. Die Amtszeit läuft von 2021 bis 2026.

### Wappen
Der Entwurf des Kommunalwappens von Hahnenknoop stammt von dem Heraldiker und Wappenmaler Albert de Badrihaye, der zahlreiche Wappen im Landkreis Cuxhaven erschaffen hat.
| Wappen von Hahnenknoop | Blasonierung: „In Silber auf grünem Hügel ein balzender schwarzer, golden bewehrter Birkhahn.“                                             |
| Wappen von Hahnenknoop | Wappenbegründung: Das Wappen erinnert daran, dass Hahnenknoop ursprünglich ein von Moor umgebener Hügel war, auf dem es viel Birkwild gab. |